# Sergej Abramovič
Sergej Vladimirovič Abramovič (in russo Сергей Владимирович Абрамович?; 15 gennaio 1990) è un giocatore di calcio a 5 russo.

## Carriera
Cresciuto nel settore giovanile del Tjumen', ha giocato per due campionati nella seconda squadra prima di venire aggregato stabilmente nella prima, a partire dalla stagione 2010-11. Nel 2013 ha debuttato nella nazionale russa con la quale ha disputato due edizioni della Coppa del Mondo e altrettante del campionato europeo.

## Palmarès
- Campionato russo: 2
Tjumen': 2018-19
KPRF Mosca: 2022-23